# 梅爾·費勒

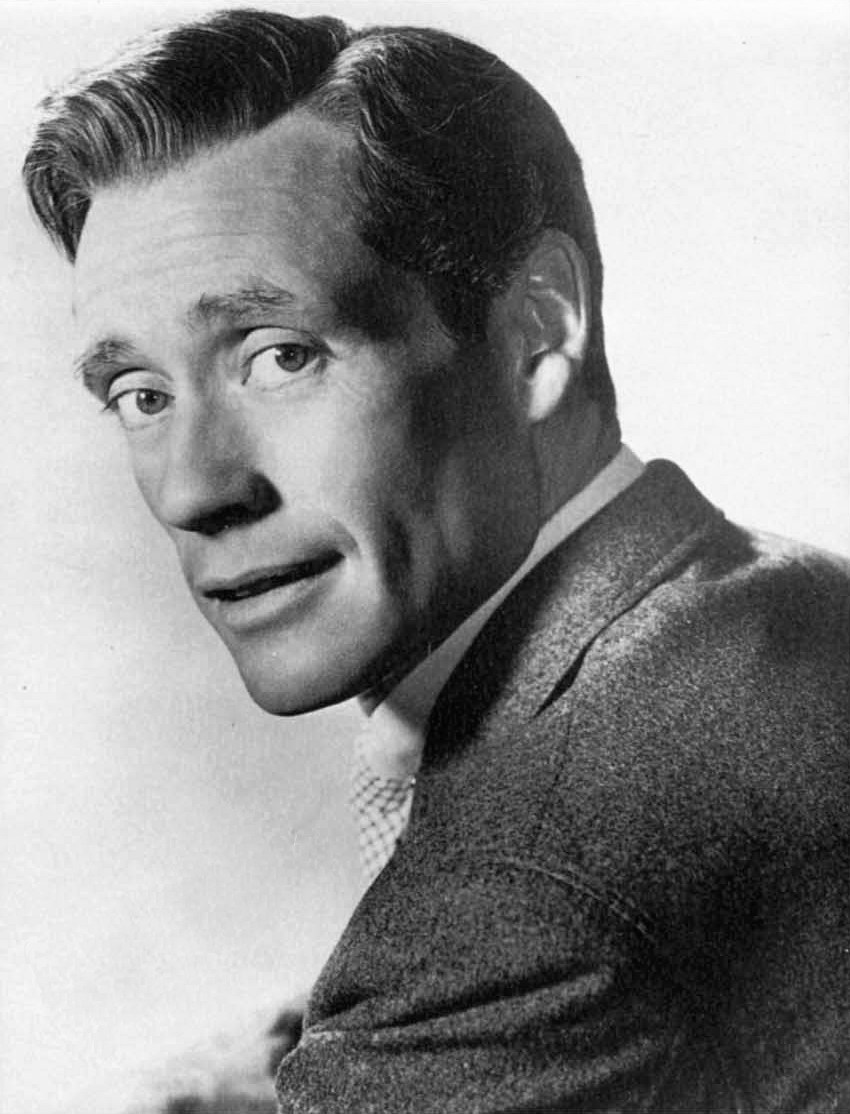
梅爾·費勒

梅爾·費勒（1917年8月25日—2008年6月2日）是一位美国演员、电影制片人。他的妻子是女演员奥黛丽·赫本，而且曾與奥黛丽·赫本联袂主演電影战争与和平，他也是奥黛丽·赫本主演的電影盲女惊魂记的製片人 。1968年，兩人離婚。梅爾·費勒一生中共有5段婚姻。2008年6月2日,费雷尔在加利福尼亚州圣巴巴拉一家疗养院因心力衰竭去世。

## 早期生活
梅爾·費勒具有西班牙和爱尔兰血统。他的父亲何塞·費勒（1857年12月3日—1920年2月23日） 生于古巴哈瓦那，具有加泰罗尼亚血统。 何塞曾在纽约一家医院任職，而且是肺炎主治醫生。梅尔出生时他已经59岁了，三年后何塞去世。 梅尔·费勒的母亲玛丽·玛蒂尔达·艾琳 (Mary Matilda Irene，1878年1月28日—1967年2月19日) 生于美国，是咖啡经纪人约瑟夫·J·奥多诺霍 (Joseph J. O'Donohue) 的女儿，玛丽·玛蒂尔达·艾琳反對禁酒令。 1910年10月17日，梅尔的父母在纽约结婚。